# جونيور غودوي
جونيور غودوي (بالبرتغالية: Luiz Antônio Godoy Alves Júnior‏) هو لاعب كرة قدم برازيلي في مركز الوسط، ولد في 20 سبتمبر 1978 في ساو باولو في البرازيل. لعب مع زوريا لوهانسك وليغيا وارسو وميتالوره زابورجيا ونادي تافريا سيمفروبول ونادي ساو باولو.

## وصلات خارجية
- جونيور غودوي على موقع اتحاد أوكرانيا (الإنجليزية)
- جونيور غودوي على موقع Soccerway.com (الإنجليزية)